# 芝葛盛
芝 葛盛（しば かずもり、1880年4月3日 - 1955年7月13日）は、日本の歴史学者、教育者。宮内庁調査員、帝国学士院帝室制度史編纂室主任、立教大学文学部教授。

## 人物・経歴
東京府牛込（現・東京都新宿区）に雅楽師の芝葛鎮の長男として生まれる。1903年に東京帝国大学文科大学国史科を卒業。
東京帝国大学文学部史料編纂掛の嘱託を務めたのち、1914年に宮内省図書寮編修官に任じられ、1926年に編修課長を命じらる。この間に「天皇皇族実録」286巻を編修したほか、1916年8月には「長慶天皇ヲ皇代ニ列シ奉ル議」を起草・上申し、同天皇の皇代登列の端を開くなど、皇室史全般の研究調査を行った。1946年（昭和21年）に退官するまで、編修課長として長月にわたって歴代天皇の実録編集を担任した。
この間、教育者としても活動し、女子学習院教授や、立教大学文学部教授を兼務したほか、東京帝国大学文学部や、國學院大學、日本女子大学等でも講師として国史を講じた。立教大学では同大学史学会の評議員として、市村瓚次郎、辻善之助、小林秀雄、中村勝麻呂、白鳥清、藤本了泰、野々村戒三らとともに活動し、学術発表機関雑誌である『史苑』の第1巻第1号の発行（昭和3年10月）にも尽力した。
1946年（昭和21年）に退官したのち、帝国学士院帝室制度史編纂室主任となり編纂事務を主宰するが、昭和24年には、再び宮内庁調査員となり、同事業を宮内庁図書寮へ引き継いで事業を統括した。
そのほか、国宝保存会委員（昭和12年任命)、正倉院評議会会員、文化財専門審議会専門委員（昭和25年任命）なども歴任し、長く文化財保護にも尽力した。

## 主な著書
- 『皇室制度』岩波書店 昭和9年
- 『日本風俗史講座 平安時代の風俗』雄山閣 出版年不明